# 삼성 갤럭시 워치 7
삼성 갤럭시 워치 7(Samsung Galaxy Watch 7)는  삼성전자가 개발한, 웨어 OS 기반의 스마트워치이다. 2024년 7월 10일 삼성언팩에서 공개되었다.
2024년 7월 24일 출시되었다.